# Религиозное насилие

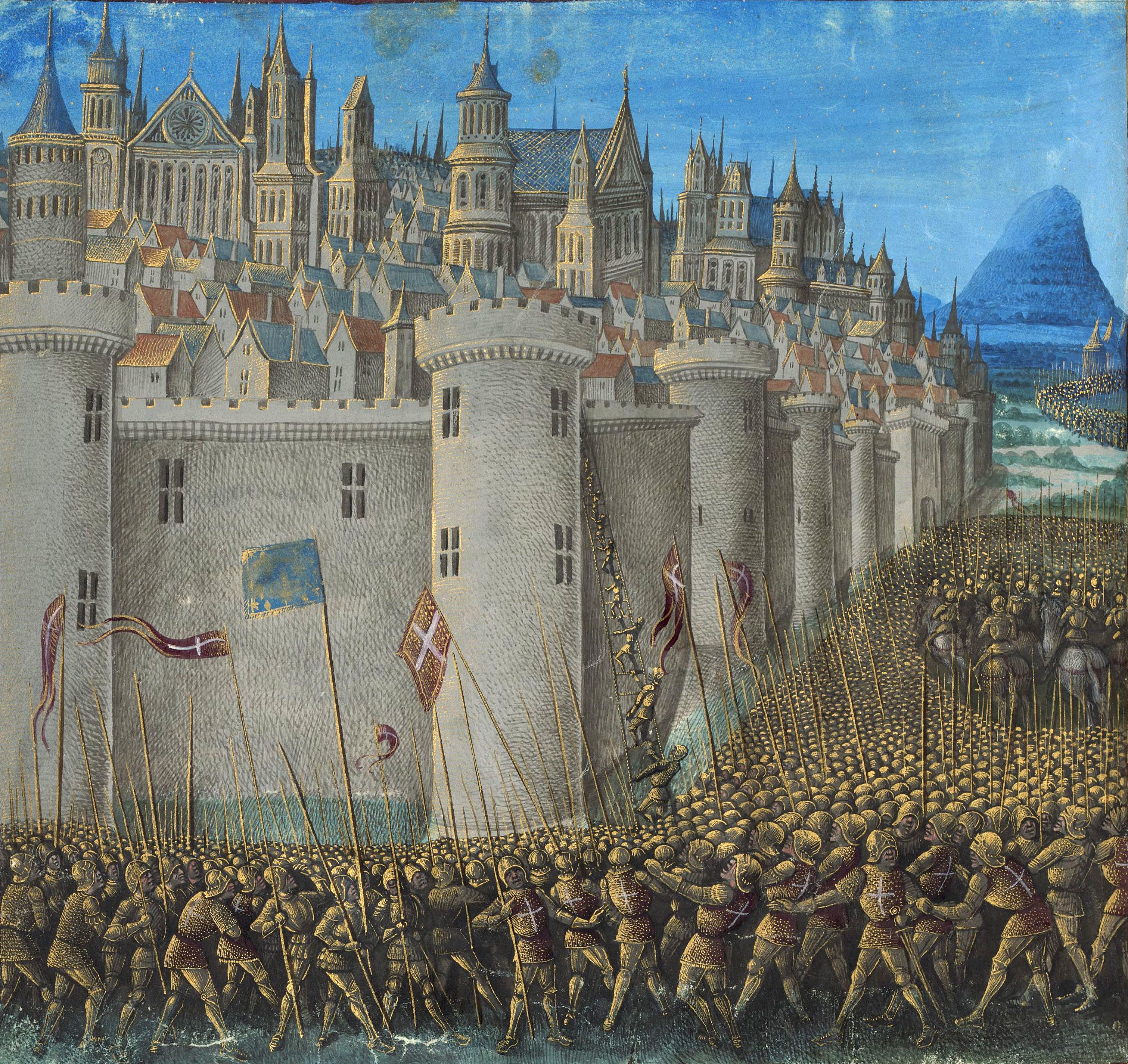
Кресто́вые походы — серия религиозных военных походов в XI—XV вв. из Западной Европы против мусульман и не только. Здесь показана сцена боя из первого крестового похода

Религиозное насилие — социальное явление, в котором религия является либо субъектом, либо объектом агрессивного поведения. Религиозное насилие мотивируется, в частности, религиозными заповедями, текстами или доктринами и включает в себя насилие в отношении религиозных организаций, людей или предметов. Религиозное насилие не относится исключительно к действиям, совершаемым религиозными группами, оно также включает в себя действия, совершаемые светскими группами в отношении религиозных групп. Также религиозное насилие может быть не только коллективным, но и индивидуальным.
Религиозное насилие, как и всякое другое насилие, является культурным процессом, который зависит от контекста и определение которого является очень сложным. Упрощённое понимание религии и насилия часто приводят к ложному пониманию и преувеличению причин, по которым одни люди совершают насилие, а другие не совершают. В целом, религиозное насилие совершается по самым разнообразным идеологическим соображениям и, как правило, является лишь одним из целого ряда социальных и политических факторов, которые приводят к беспорядкам.

## Критика насильственных проявлений религии
Профессор религиоведения Университета штата Айова, автор ряда книг о религии Гектор Авалос утверждает, что, поскольку религии декларируют божественное благоволение в отношении себя, направленное против других групп, ставя при этом себя выше других, подобное понимание справедливости ведёт к насилию из-за того, что конфликтные притязания на превосходство, основанные на недоказуемых апелляциях к Богу, не могут быть разрешены объективно.
Критики религии Кристофер Хитченс и Ричард Докинз утверждают, что религии наносят огромный вред обществу, используя насилие для продвижения своих целей, способами, которые одобряются и эксплуатируются их лидерами.
Регина Шварц утверждает, что все монотеистические религии жестоки по своей сути из-за сознания собственной исключительности, что неизбежно питает насилие в отношении тех, кто считается чужаками. Лоуренс Векслер утверждает, что Шварц не только утверждает, что авраамические религии имеют насильственное наследие, но это наследие на самом деле является геноцидным по своей природе.
Тем не менее, другие критики, такие как Динеш Д’Суза, ответили, что тоталитарные режимы Сталина и Мао использовали широкомасштабное тюремное заключение и массовые убийства в XX веке:
Но кто может отрицать, что Сталин и Мао, не говоря уже о Пол Поте и множестве других, совершали зверства во имя коммунистической идеологии, которая была явно атеистической? Кто будет спорить, что они совершали свои кровавые дела, заявляя, что создают «нового человека» и свободную от религии утопию? Массовые убийства, совершённые с позиции атеизма, как основы их идеологического вдохновения, не были массовыми убийствами, совершёнными людьми, которые лишь случайно оказались атеистами.
Динеш Д’Суза
Сэм Харрис в ответ на такую аргументацию пишет:
Проблема с фашизмом и коммунизмом, однако, не в том, что они слишком критичны по отношению к религии; проблема заключается в том, что они сами как религии. Такие режимы догматичны в своей основе и, как правило приводят к культам личностей, которые неотличимы от культов поклонения религиозным героям. Освенцим, ГУЛАГ и полигоны смерти не являются примерами того, что происходит, когда люди отвергают религиозные догмы; они представляют собой примеры диких проявлений жестоких политических, расовых и националистических догм. В истории человечества нет такого общества, которое когда-либо страдало из-за того, что его члены стали слишком разумными.
В своей книге «Бог как иллюзия» Ричард Докинз заявил, что зверства Сталина были совершены не под влиянием атеизма, а догматического марксизма, а позднее пришёл к выводу, что, хотя Сталин и Мао были атеистами, они не действовали во имя атеизма. В других случаях Докинз, пытаясь показать ошибочность положения, что Адольф Гитлер и Иосиф Сталин были антирелигиозны, ответил, что у Гитлера и Сталина тоже росли усы.
Напротив, в своей книге «Бог как иллюзия» Докинз утверждает: «Что не значит, что Гитлер или Сталин были атеистами, а атеизм систематически заставляет людей делать плохие вещи. Нет ни малейшего свидетельства, что это так и есть». Докинз добавляет, что Гитлер, на самом деле, неоднократно подтверждал твёрдые христианские убеждения, но его зверства были не больше связаны с его теизмом, чем действия Сталина или Мао были связаны с их атеизмом. Докинз утверждает, что во всех трёх случаях связь уровня террора с религиозностью была случайной.
Динеш Д’Суза отвечает, что человеку не нужно явно ссылаться на атеизм при совершении злодеяний, если он уже подразумевается в его мировоззрении, как это имеет место в случае марксизма.

## Секуляризм как ответ
Байрон Блэнд утверждает, что одной из самых основных причин «подъёма секуляризма в западной мысли» была реакция, направленная против религиозного насилия XIV и XVII-го веков. Он утверждает, что «секуляризм был способом сосуществования в условиях религиозных различий, которые уже стали причиной стольких ужасов. При секуляризме политические субъекты имеют возможность принимать решения независимо от необходимости соблюдения тех или иных версий религиозной ортодоксии. На самом деле, принятые решения могут идти вразрез с некоторыми прочно укоренившимися верованиями, если они осуществляются в интересах общего блага. Таким образом, одной из важнейших целей секуляризма является ограничение насилия»..

## Авраамические религии

День Святого Варфоломея, резня французских протестантов в 1572 г.

Авраамические религии названы в честь Авраама, который, согласно легенде, был верен Богу настолько, что готов был пожертвовать своим сыном.
Некоторые критики религии утверждают, что все монотеистические религии по своей природе насильственны.
Так, например, по мнению Джека Нельсон-Палмейера, «иудаизм, христианство и ислам будут продолжать вносить свою лепту в разрушение мира до тех пор, пока в „священных текстах“ насилие не будет подвергаться сомнению и до тех пор, пока они утверждают ненасильственную силу Бога».
Эрик Хикки пишет: «история религиозного насилия на Западе столь же длительна, как история трёх основных религий, иудаизма, христианства и ислама, с их вовлечением во взаимные антагонизмы и усилием выжить и приспособиться к светским силам, которые угрожают их существованию».
По словам Брюса Фейлера, «евреи и христиане, которые самодовольно утешаются, что ислам является единственной насильственной религией, умышленно игнорируют своё прошлое. Нигде борьба между верой и насилием не описана более ярко и с более ужасными подробностями беспощадности, чем в Еврейской Библии».

### Иудаизм
Традиционное предание заклятию всего «нечистого» с уничтожением этого является ярким примером насильственных действий, в которых некоторые усматривают признаки геноцида.
Бургрейв и Вервенне описывают Ветхий Завет как полный насилия и как доказательство насильственного общества, так и насильственного бога. Они пишут, что «в многочисленных писаниях Ветхого Завета сила и слава Бога Израиля описывается языком насилия». Они утверждают, что более тысячи отрывков относятся к Яхве, действующему жестоко или поддерживающему насилие людей, и что более ста отрывков включают божественные повеления убивать людей.
На основании этих отрывков в Ветхом Завете некоторые христианские церкви и богословы утверждают, что иудаизм является жестокой религией и что бог Израиля является жестоким богом. По мнению Реувена Файрстоуна, эти утверждения, как правило, сделаны в контексте христианства как религии мира и христианского бога, выражающего только любовь.
Некоторые учёные, такие как Дебора Вайсман, с готовностью признают, что «нормативный иудаизм не является пацифизмом» и что «насилие допускается в интересах самообороны». Дж. Пэтаут Бёрнс утверждает, что хотя иудаизм допускает насилие в некоторых случаях, еврейская традиция чётко постулирует принцип минимизации насилия. Этот принцип можно сформулировать как «везде, где еврейский закон позволяет предотвратить возникновение зла при помощи насилия, он обязывает, чтобы уровень насилия для достижения своих целей был минимальным».
Любовь и стремление к миру, а также законы, требующие искоренения зла, иногда с помощью насильственных средств, сосуществуют в еврейской традиции.
Еврейская Библия содержит примеры религиозно санкционированных войн, которые часто содержат чёткие указания от Бога к израильтянам уничтожить другие племена, как в Втор.7:1-2 или Втор.20:16-18. Примеры включают в себя историю Амаликитян (Втор.25:17-19 и 1 Цар.15:1-6), историю Мадианитян (Чис.31:1-18), и битву против Иерихона (Нав.6:1-27).
Эти истребительные войны были охарактеризованы некоторыми авторитетами как «геноцид», так как Тора утверждает, что израильтяне уничтожали целые этнические группы или племена: израильтяне убили всех Амаликитян, включая мужчин, женщин и детей (1 Цар.15:1-20); израильтяне убили всех мужчин, женщин и детей в битве с Иерихоном (Нав.6:15-21), а также израильтяне убили всех мужчин, женщин и детей нескольких племён Ханаана (Нав.10:28-42).
Сионистские лидеры иногда использовали религиозные ссылки в качестве оправдания насильственного обращения с арабами в Палестине. Палестинцы были неоднократно ассоциированы с библейскими противниками, Амаликитянами. Например, раввин Израэль Хесс рекомендовал убить палестинцев, основываясь на библейских стихах, таких как 1 Цар.15. Шуламит Алони, член израильского Кнессета, министр связи, искусства, науки и технологии, в 2003 году указала, что еврейские дети, обучавшиеся в израильских религиозных школах, были индоктринированы о том, что палестинцы являются Амаликитянами, и поэтому акт тотального геноцида по отношению к ним является религиозным долгом.

### Христианство
Крестовые походы, конфликт между никонианами и старообрядцами и конфликты в Северной Ирландии являются примерами насилия.

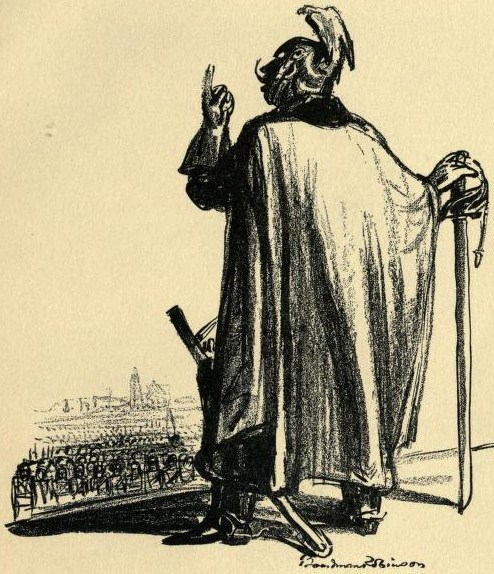
Я Верю в Меч и Всемогущего Бога (1914) Бордман Робинсон

В раннем христианстве оправдание Св. Августином законности войны при определённых указанных условиях получило широкое признание, однако война никоим образом не рассматривалась как добродетель. Проявление обеспокоенности о спасении тех, кто убивал врагов в бою, вне зависимости от причины по которым они боролись, было обычным явлением. В 9 — 10 веках в некоторых регионах Европы произошли многочисленные вторжения, что привело некоторые регионы к созданию своих собственных армий, чтобы защитить себя, а это постепенно привело к появлению крестовых походов, понятию «священной войны», и такой терминологии, как «враги Бога» в 11 веке.
Сегодня отношение между христианством и насилием является предметом спора, одна из точек зрения заключается в том, что христианство выступает за мир, любовь и сострадание, в то время как оно также рассматривается как жестокая религия. Мир, сострадание и прощение за зло, сделанное другими, являются ключевыми элементами христианского учения. Тем не менее, со времен Отцов Церкви христиане бились над вопросом о том, когда применение силы является оправданным (например, Справедливая война Св. Августина). Эти обсуждения привели к таким понятиям, например, как «справедливая война». На протяжении всей истории некоторые учения из Ветхого Завета, Нового Завета и христианского богословия были использованы, чтобы оправдать применение силы против еретиков, грешников и внешних врагов. Хейтмейер и Хаган рассматривают инквизицию, крестовые походы, религиозные войны и антисемитизм как «одни из самых известных примеров христианского насилия». К этому списку Дж. Денни Уивер добавляет священников-воинов, поддержку смертной казни, телесные наказания под лозунгом «пожалеешь розгу, испортишь ребёнка», оправдание рабства, всемирного колониализма во имя обращения в христианство, систематичное насилие над женщинами со стороны мужчин. Уивер использует более широкое определение насилия, которое расширяет значение слова и включает «вред и ущерб», а не только физическое насилие как таковое. Таким образом, по его определению, христианское насилие включает «формы систематичного насилия, такие как бедность, расизм и сексизм».
Другая христианская мысль возражает против применения силы и насилия. Секты, которые подчеркивают пацифизм как центральный принцип веры, являются результатом последней мысли. Тем не менее, христиане также совершали насилие против тех, кого они классифицировали как еретиков и неверующих, в частности для того, чтобы обеспечить соблюдение ортодоксальности своей веры.
Христианские богословы указывают на сильную доктринальную и историческую необходимость внутри христианства против насилия, в частности на Нагорную Проповедь Иисуса, которая учила ненасилию и «любви к врагам». Например, Уивер утверждает, что пацифизм Иисуса был «использован в доктрине оправданной войны, которая провозглашает всю войну как грех, и в запрете боевых действий со стороны монашествующих и духовенства, а также в укоренившейся традиции христианского пацифизма».
Многие авторы подчеркивают ироничное противоречие между христианским утверждением сосредоточенности на «любви и мире», в то же время утаивая «насильственную сторону». Например, Марк Юргенсмейер утверждает: «несмотря на свои основные принципы любви и мира, христианство, как и большинство традиций, всегда имело насильственную сторону. Кровавая история традиции предоставила образы не менее шокирующие, чем образы ислама или сикхизма, и конфликт с применением насилия наглядно изображается в Библии. Эта история и эти библейские образы послужили сырьём для теологического оправдания насилия современных христианских групп. Например, нападения на клиники абортов рассматривалось не только как то, что христиане расценивают как безнравственное, но и также как столкновение в грандиозном противостоянии между силами зла и добра, которое имеет социальные и политические последствия», иногда именуемое как «духовная война». Заявление, приписанное Иисусу, «Не мир пришел Я принести, но меч» некоторыми было интерпретировано как призыв христиан к борьбе.
Морис Блох также утверждает, что христианская вера способствует насилию потому, что христианская вера является религией, а религии по самой своей природе являются насильственными; кроме того, по его мнению, религия и политика являются двумя сторонами одной и той же медали — власти.

### Ислам
Ислам ассоциируется у исламофобов с насилием в различных контекстах, включая джихады (священные войны), акты насилия, совершаемые мусульманами против тех, кого они считают врагами Ислама, насилие в отношении женщин, якобы поддерживаемое исламскими догматами, ссылки на насилие в Коране, и акты терроризма, мотивированные или оправданные Исламом. Мусульмане, в том числе духовные лица и лидеры, использовали исламские идеи, концепции, тексты, чтобы оправдать насилие, особенно в отношении немусульман. 
Арабское слово «джихад» часто переводится как «борьба». Это слово встречается в Коране, в том числе, нередко в идиоматическом выражении «усердие на пути Аллаха» (al-jihad fi sabil Allah). Человек, принимающий участие в джихаде, называется «моджахедом» («моджахеды» во множественном числе). Джихад является важным религиозным долгом мусульман. Меньшинство среди суннитских теологов иногда называют этот долг «шестым столпом Ислама», хотя это требование не носит официального статуса. В иснаашаритcком шиизме, однако, джихад является одной из десяти религиозных практик. Исламские экстремисты использовали понятие «джихад», чтобы оправдать террористические акты, заявляя о поддержке последователей своей религии и самого Аллаха. Джихад также используется немусульманами для объяснения так называемого «маразма» исламской веры. Для некоторых из них Коран представляется однозначно одобряющим насилие.

## Комментарии
1. ↑   

Более полувека назад, когда я был ещё ребёнком, я помню, что слышал, как ряд пожилых людей предлагали следующее объяснение великих бедствий, которые обрушились на Россию: «Люди забыли Бога; вот почему всё это произошло». С тех пор я провёл почти 50 лет, изучая историю нашей революции; я прочитал сотни книг, собрал сотни личных свидетельств, и уже написал восемь своих собственных томов, пытаясь разобрать завалы, оставленные этим переворотом. Но если бы меня сегодня попросили как можно короче сформулировать основную причину губительной революции, которая поглотила около 60 миллионов наших людей, я не мог бы сделать это более точно, чем повторить: «Люди забыли Бога; вот почему всё это произошло».— Александр Солженицын, Темплтоновская лекция — John S. Feinberg, Paul D. Feinberg. Ethics for a Brave New World. — Crossway Books, 2010. — ISBN 9781433526466.
2. ↑  …the Zionist movement, which claims to be secular, found it necessary to embrace the idea of 'the promised land' of Old Testament prophecy, to justify the confiscation of land and the expulsion of the Palestinians. For example, the speeches and letter of Chaim Weizman, the secular Zionist leader, are filled with references to the biblical origins of the Jewish claim to Palestine, which he often mixes liberally with more pragmatic and nationalistic claims. By the use of this premise, embraced in 1937, Zionists alleged that the Palestinians were usurpers in the Promised Land, and therefore their expulsion and death was justified. The Jewish-American writer Dan Kurzman, in his book Genesis 1948 ... describes the view of one of the Deir Yassin's killers: 'The Sternists followed the instructions of the Bible more rigidly than others. They honored the passage (Exodus 22:2): 'If a thief be found ...' This meant, of course, that killing a thief was not really murder. And were not the enemies of Zionism thieves, who wanted to steal from the Jews what God had granted them?'— Saleh Abdel Jawad. Zionist Massacres: the Creation of the Palestinian Refugee Problem in the 1948 War // Israel and the Palestinian refugees / Eyal Benvenistî, Chaim Gans, Sari Hanafi (Eds.) — Springer, 2007. — p. 78.:
3. ↑  Frequently Jewish fundamentalists refer to the Palestinians as the 'Amalekites' ... of today.... According to the Old Testament, the Amalek ... were regarded as the Israelites' inveterate foe, whose 'annihilation' became a sacred duty and against whom war should be waged until their 'memory be blotted out' forever (Ex 17:16; Deut 25:17–19).... Some of the [modern] political messianics insist on giving the biblical commandment to 'blot out the memory of the Amalek' an actual contemporary relevance in the conflict between the Israelis and Palestinians. In February 1980, Rabbi Israel Hess ... published an article [titled] 'The Genocide Commandment in the Torah' ... which ends with the following: 'The day is not far when we shall all be called to this holy war, this commandment of the annihilation of the Amalek'. Hess quotes the biblical commandment ... 'Do not spare him, but kill man and woman, baby and suckling, ox and sheep, camel, and donkey'.... In his book On the Lord's Side Danny Rubinstein has shown that this notion permeates the Gush Emunim movement's bulletins [one of which] carried an article ... which reads 'In every generation there is an Amalek.... The Amalekism of our generation finds expression in the deep Arab hatred towards our national revival ...'... Professor Uriel Tal ... conducted his study in the early 1980s ... and pointed out that the totalitarian political messianic stream refers to the Palestinian Arabs in three stages or degrees: ... [stage] (3) the implementation of the commandment of Amalek, as expressed in Rabbi Hess's article 'The Commandment of Genocide in the Torah', in other words 'annihilating' the Palestinian Arabs'". — Masalha, Nur. Imperial Israel and the Palestinians: the politics of expansion — Pluto Press, 2000. — pp. 129−131.
4. ↑  Also describing Palestinians as targets of violence due to association with Amalek is: Geaves, Ron. Islam and the West post 9/11 — Ashgate Publishing, Ltd., 2004. — p. 30.